# Phare de l'île Pastores
Le phare de l'île Pastores (en espagnol : Faro de Isla Pastores) est un phare actif situé sur l'île Pastores dans la province de Bocas del Toro au Panama. Il est géré par la Panama Canal Authority 

## Histoire
L'île Pastores, l'une des îles de l'archipel de Bocas del Toro, se situe dans la baie d'Almirante. Le phare est situé à l'extrémité ouest de l'île.

## Description
Ce phare est une tour métallique à claire-voie, avec une galerie et une balise de 15 m de haut. La tour est peinte en blanc. Il émet, à une hauteur focale de 18 m, un long éclat blanc de 1.5 secondes par période de 10 secondes. Sa portée est de 12 milles nautiques (environ 22 km).
Identifiant : Amirauté : J6090 - NGA : 110-16572 .

## Caractéristique duFeu maritime
Fréquence : 10 secondes (R)
- Lumière : 1.5 secondes
- Obscurité : 8.5 secondes

### Lien connexe
- Liste des phares du Panama